# Just Cause (película)
Just Cause (Just Cause en Argentina y Venezuela; Causa Justa (México y España), es una película de suspenso y crimen estadounidense de 1995, dirigida por Arne Glimcher y protagonizada por Sean Connery y Laurence Fishburne. Está basada en la novela homónima de John Katzenbach.

## Trama
Paul Armstrong (Sean Connery), un profesor liberal de Harvard y ex abogado opuesto a la pena capital, es persuadido por una anciana (Ruby Dee) de ir a Florida a investigar la condena de su nieto Bobby Earl Ferguson (Blair Underwood) por asesinato. Ferguson, un ex estudiante de la Universidad de Cornell, fue condenado por violar y asesinar brutalmente a una joven blanca llamada Joanie Shriver (Barbara Jean Kane) ocho años antes. Ferguson le dice a Armstrong que fue torturado física y psicológicamente por dos detectives de la policía para obtener una confesión forzada, pero afirma firmemente que es inocente. Armstrong, creyendo en su inocencia, debe salvarlo de ser ejecutado en la silla eléctrica. A medida que Armstrong profundiza en el caso, descubre que Tanny Brown (Laurence Fishburne), el detective jefe del caso, sí coaccionó la confesión de Ferguson.
Ferguson le dice al profesor que el asesinato en realidad fue cometido por Blair Sullivan (Ed Harris), un asesino en serie, esperando ejecución. Según Ferguson, Sullivan se burla constantemente de él por su condena por el crimen. Sullivan, mediante el uso de pistas crípticas bíblicas, más tarde revela la ubicación del cuchillo utilizado para matar a la niña. Armstrong y Brown van al lugar, donde Armstrong le pide a Brown que recupere el cuchillo, ya que Brown es el verdadero oficial de policía. Brown intenta amenazar a Armstrong para que abandone la investigación. Armstrong descubre entonces por qué Brown es tan apasionado para que Ferguson sea condenado: la niña asesinada era la mejor amiga de la hija de Brown. Con un nuevo testimonio y con el arma homicida en la mano, Ferguson obtiene un nuevo juicio y es absuelto y luego liberado de la prisión. Posteriormente, el gobernador autoriza la ejecución de Sullivan.
Armstrong recibe una llamada de Sullivan, quien dice que tiene una pista final que compartir, pero primero quiere que Armstrong visite a los padres de Sullivan y les diga que se despidió. Al llegar a la casa, Armstrong ve varios artículos religiosos antes de encontrar sus cuerpos en descomposición masacrados. De vuelta en la prisión, Sullivan se regodea de que él y Ferguson llegaron a un acuerdo: Ferguson mataría a los padres de Sullivan a cambio de la libertad, mientras que Sullivan reclamaría la responsabilidad por el asesinato de la niña, que Ferguson cometió de hecho. Armstrong pregunta por qué lo necesitaban para su plan, y Sullivan responde que fue "la llamada de Bobby Earl", lo que significa que Armstrong sería mucho más creíble al establecer los veredictos que Ferguson o Sullivan. Armstrong, en su enojo por ser jugado, miente a Sullivan y le dice que sus padres estaban vivos y que "lo perdonan". Sullivan se enfurece. Posteriormente, los guardias lo llevan a la fuerza a la silla eléctrica, donde es ejecutado.
Armstrong y Brown van tras Ferguson, después de que Armstrong sospecha que Ferguson ha secuestrado a su esposa e hija. Los motivos de Ferguson para todo resultan ser un deseo de venganza contra la esposa de Armstrong, Laurie (Kate Capshaw); Ella fue la fiscal en su contra en un caso anterior de violación que, si bien finalmente se retiró debido a la falta de pruebas, resultó en que fue brutalizado y castrado en la cárcel cuando ella lo mandó a prisión preventiva para hacerse un nombre, además de perder su beca y ser expulsado de Cornell en el proceso, robándole así cualquier posibilidad de tener una familia o un futuro decente. En los pantanos regionales locales, Armstrong encuentra a su esposa e hija en una pequeña choza, donde aparece Ferguson. Los planes de Ferguson incluyen violar y asesinar a la esposa e hija de Armstrong (Scarlett Johansson) y luego desaparecer. En un momento crítico, Brown reaparece (después de aparentemente ser atacado y asesinado por Ferguson) y él y Armstrong unen fuerzas. Hieren a Ferguson, quien se ahoga y posteriormente es devorado por un caimán. La familia de Armstrong se salva así.

## Elenco
- Sean Connery como Paul Armstrong.
- Laurence Fishburne como el detective Tanny Brown.
- Kate Capshaw como Laurie Prentiss Armstrong.
- Blair Underwood como Bobby Earl Ferguson.
- Ed Harris como Blair Sullivan.
- Christopher Murray como el detective T. J. Wilcox.
- Ruby Dee como Evangeline Ferguson.
- Scarlett Johansson como Katie Armstrong.
- Daniel J. Travanti como Warden.
- Ned Beatty como McNair.
- Kevin McCarthy como Phil Prentiss.
- Richard Liberty como Chaplin.

## Producción
Sean Connery rechazó el papel del rey Eduardo I en Braveheart para protagonizar esta película. Originalmente, Will Smith estaba en conversaciones para asumir el papel de Bobby Earl Ferguson. Connery y el director Arne Glimcher son amigos cercanos, y Glimcher asumió las funciones de dirección para que ambos pudieran trabajar juntos en la película.
La fotografía principal comenzó el 16 de mayo de 1994 y se llevó a cabo en el estado de Florida y sus alrededores. Las ubicaciones incluyen Bonita Springs, Fort Denaud, Fort Myers, Gainesville, Miami Beach, así como alrededor de los condados de Lee y Collier. El rodaje también incluyó Harvard Square en Cambridge, Massachusetts. La producción concluyó el 2 de agosto de 1994 y también marcó la última película teatral de Hope Lange.

## Recepción
A diferencia de la película anterior de Glimcher, Los reyes del mambo, Just Cause recibió críticas en su mayoría negativas, con una calificación de "Rotten" del 26% en Rotten Tomatoes basada en 31 críticas. Los estados de consenso del sitio; " Just Cause reúne a un elenco fenomenal, eso no significa que tenga todo lo que necesita para un thriller legal sólido, y esta película es una prueba imperdible".
Gene Siskel y Roger Ebert comentaron que la primera mitad de la película es bastante buena, particularmente como un estudio de personajes, pero en su segunda mitad queda enterrada en giros de trama gratuitos antes de terminar en un enfrentamiento ridículo. Sin embargo, Siskel finalmente recomendó la película, mientras que Ebert no lo hizo. Janet Maslin elogió las actuaciones de Laurence Fishburne y Ed Harris, pero descubrió que toda la película está coloreada por el estilo visual inapropiadamente pulido y antiséptico del director Arne Glimcher. Lo resumió como "una historia de un crimen tan cruda que incluso las fotos forenses de una víctima apuñalada se ven bien". Lisa Schwarzbaum, asimismo, elogió la actuación de Fishburne y culpó a la dirección del fracaso artístico de la película, diciendo que Glimcher consumía constantemente la historia de sus emociones con mano dura. Le dio a la película una C-. Las audiencias encuestadas por CinemaScore le dieron a la película una calificación promedio de "B +" en una escala de A + a F.

## Lanzamiento
Just Cause se estrenó el 17 de febrero de 1995 en 2.052 salas. Abrió en el # 2 en las boleterías recaudo $ 10.6 millones en su primer fin de semana. Se mantuvo en el número 2 por segunda semana, recaudando $ 6.6 millones. Después de 5 semanas en los cines, la película recaudó 36,8 millones de dólares, lo que la convirtió en un éxito moderado.